# Pogonotriccus eximius
Phylloscartes eximius е вид птица от семейство Tyrannidae. Видът е почти застрашен от изчезване.

## Разпространение
Видът е разпространен в Аржентина, Бразилия и Парагвай.